# Giro del Piemonte 1960
Il Giro del Piemonte 1960, cinquantunesima edizione della corsa, si svolse il 31 luglio 1960 su un percorso di 245 km. La vittoria fu appannaggio dell'italiano Alfredo Sabbadin, che completò il percorso in 5h47'13", precedendo i connazionali Nello Fabbri e Carlo Brugnami.
Sul traguardo 84 ciclisti, su 127 partiti, portarono a termine la competizione. 

## Ordine d'arrivo (Top 10)
| Pos. | Corridore         | Squadra            | Tempo    |
| ---- | ----------------- | ------------------ | -------- |
| 1    | Alfredo Sabbadin  | Philco             | 5h47'13" |
| 2    | Nello Fabbri      | Ignis              | s.t.     |
| 3    | Carlo Brugnami    | Torpado            | s.t.     |
| 4    | Giovanni Garau    | Audace di Cagliari | s.t.     |
| 5    | Arnaldo Pambianco | Legnano            | a 12"    |
| 6    | Roberto Falaschi  | Ignis              | a 1'13"  |
| 7    | Imerio Massignan  | Legnano            | s.t.     |
| 8    | Oreste Magni      | Ignis              | s.t.     |
| 9    | Nino Defilippis   | Carpano            | s.t.     |
| 10   | Dino Bruni        | Ignis              | a 1'26"  |